# Stijn Streuvels

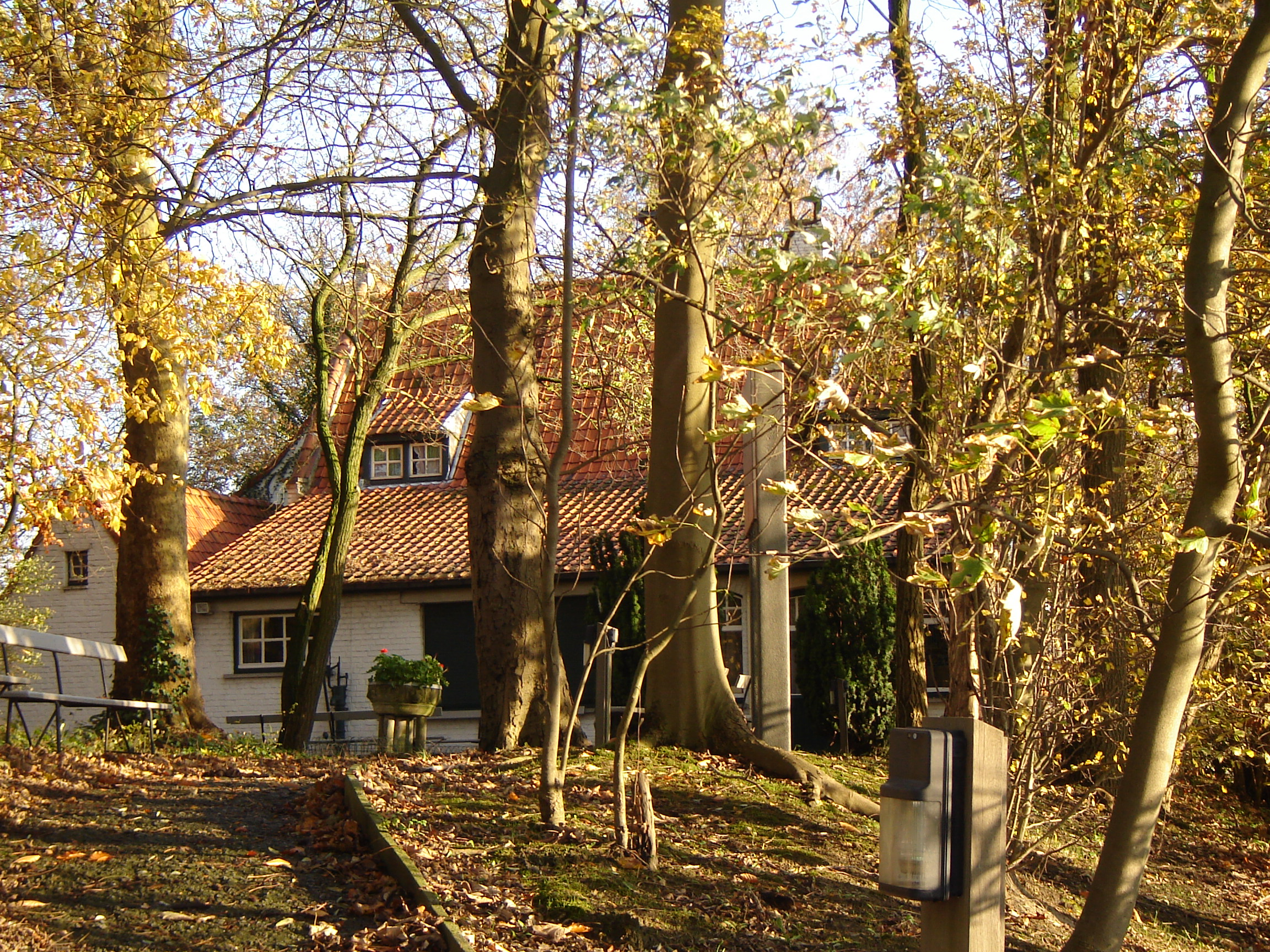
Dům spisovatele Stijna Streuvelse v Ingooigem, dnes muzeum.

Stijn Streuvels (3. října 1871 Heule, dnes část města Kortrijk, Belgie – 15. srpna 1969 Ingooigem, Západní Flandry, Belgie), původním jménem Franciscus (Frank) Petrus Maria Lateur, byl vlámský spisovatel a překladatel.

## Život
Původním povoláním byl pekař. Jeho koníčkem byly jazyky, naučil se německy, anglicky, dánsky. Začal psát v mládí, ovlivněn svým strýcem Guido Gezelle. V roce 1905 se oženil s Alidou Staelens a usadil se v domku ve vesnici Ingooigem. Měli čtyři děti: Paulu (*1906), Paula (*1909), Dinu (*1916) a Isu (*1922). Od roku 1980 je tento dům v přeměněn na Streuvelsovo museum.

## Dílo
Začal publikovat v časopisu De jonge Vlaming. První sbírku povídek Lenteleven (Cesta života, česky pod názvem Jaro) vydal v roce 1899. Od roku 1905 se věnoval jen literatuře. Jeho časná tvorba je ovlivněna severskou a ruskou literaturou.
Ve svém díle popisoval venkovský život a krajinu Západního Vlámska.
Dále překládal z francouzštiny, němčiny, dánštiny a norštiny.
Některá jeho díla byla zfilmována.

## Spisy (výběr)
- Lenteleven (1899, Cesta života, česky vyšlo pod názvem Jaro) - povídky
- Zomerland (1900, Letní země) - povídky
- Langs de wegen (1902, Cesta vede k domovu) - Streuvelsova nejmilejší kniha
- Minnehandel (1903, Milování ve Flandřích)
- De vlaschaard (1907, Lniště)
  - zpracováno i jako divadelní hra, česky pod názvem Modré pole
- Morgenstond (1912, Jitro)
- In oorlogstijd (1915-1916, Za války)
- Prutske (1922)
- Werkmenschen (1926, Pracující) - povídky
- Grootmoedertje (1922, Babička)
- De teleurgang van den Waterhoek (1927, Velký most)
- Alma met de vlassen haren (1931, Plavovlasá Alma)
- Beroering over het dorp (1948, Poprask na vesnici)
- Kroniek van de familie Gezelle (1960, Kronika rodiny Gezellů)
- In levenden lijve (1966, Na vlastní kůži)
- Volledig Werk (1971-73, Úplné spisy)

### České překlady
- Jaro, překlad Robert Hořan (= Arnošt Procházka), KDA, svazek 55, Praha, Kamilla Neumannová, 1909
- Lniště, překlad Lída Faltová, Praha, Družstevní práce, 1942
- Milování ve Flandřích, překlad Lída Faltová, Praha, Evropský literární klub, 1939
- Plavovlasá Alma, překlad dr. František Kopečný, Olomouc, Lidové knihkupectví a nakladatelství, 1939
- Velký most, přelklad Milada Šimsová, Praha, Světový literární klub, 1943 - román
- Cesta vede k domovu, překlad Jaroslav Plass, Blatná, Bratří Řimsové, 1946 - román

### Ocenění díla
- Cena za nizozemskou literaturu 1906 za práce z období 1900-1904
- Cena za nizozemskou literaturu 1911 za práce z období 1905-1909
- Státní cena za literaturu 1935
- Cena Scriptores Catholici 1950
- Cena za nizozemskou literaturu 1962 za celoživotní dílo

Byl nositelem čestných doktorátů universit v Lovani, Münsteru a Pretorii.
V letech 1937 a 1938 byl kandidátem na Nobelovu cenu za literaturu.